# 金井宏之
金井 宏之（かない ひろゆき、1925年5月16日 - 2012年1月26日）は、日本の実業家、切手収集家。
繊維機器・不織布メーカーである金井重要工業の社長・会長。切手収集家としてはモーリシャスの切手コレクションで世界的に知られ、財団法人切手文化博物館理事長、有馬切手文化博物館（神戸市）館長を務めた。

## 生涯
1925年5月16日、兵庫県尼崎市生まれ。裕福な実業家を父に持ち、5歳の時にはじめて切手を収集した:186。13歳の時に趣味にのめりこみ、大学在学中に2つの切手収集クラブを設立した:178。金井は早稲田大学で政治経済学を学んだあと、日本大学で工学の学位を取得した。大学修了後、祖父が設立した繊維機械製造会社に勤務。のちに、金井重要工業（社長在職：1961年 - 1997年）など多くの企業の社長となった。
2012年1月26日、大阪市にて没（86歳）。

## 切手収集家として

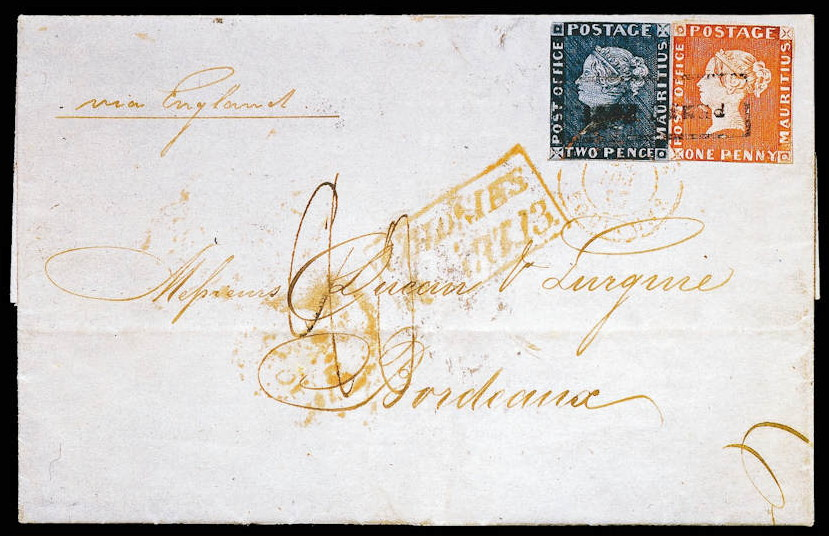
ボルドー・カバー。1988年に金井によって売却され、1993年に575万スイスフランで落札された。

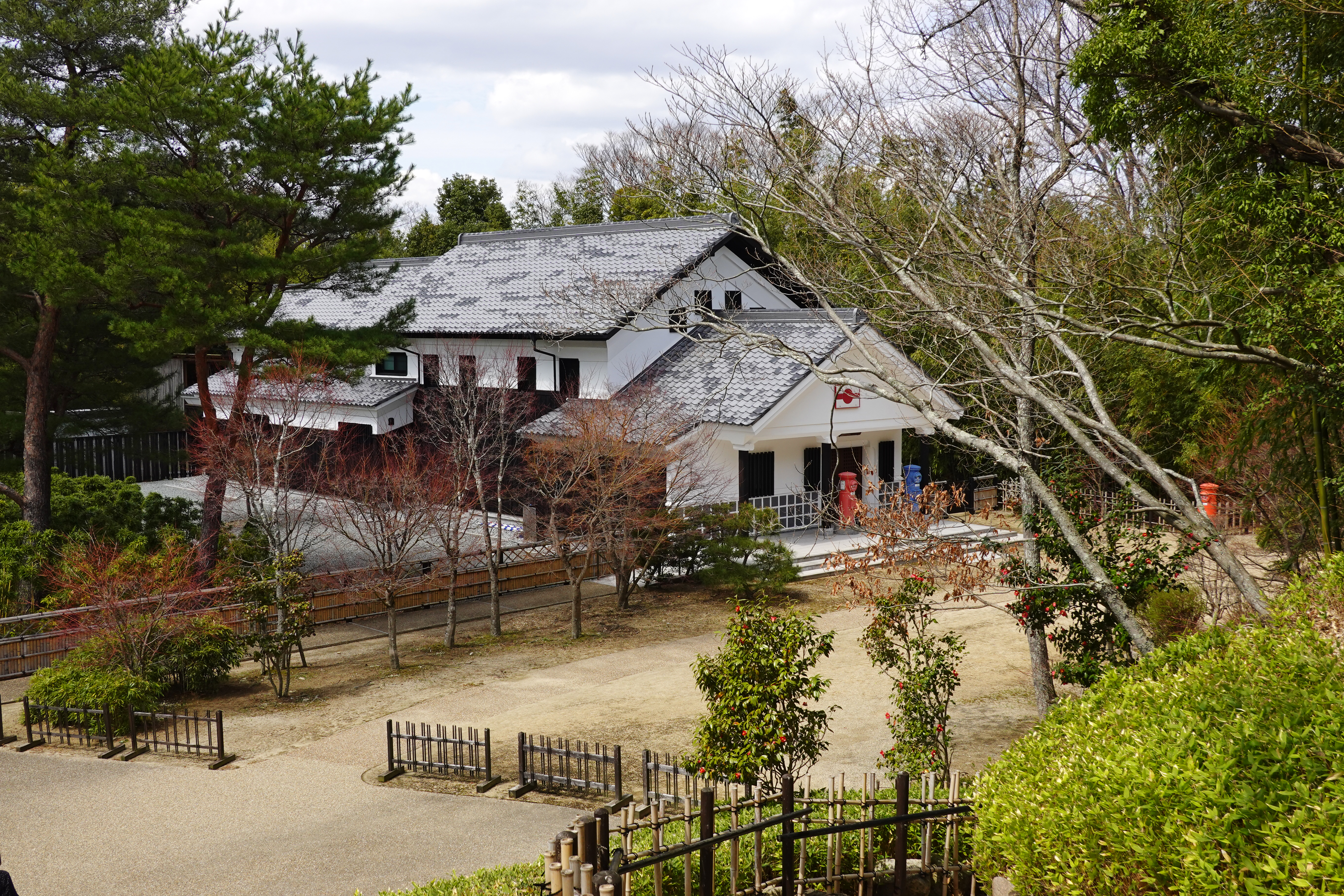
有馬切手文化博物館

当初、金井は一般的な切手収集家であったが、第二次世界大戦後に日本、フィンランド、イギリス植民地の切手の専門的な収集家となった。郵趣家どうしの交流を通して、金井はモーリシャスの「ポストオフィス切手」（「ブルー・モーリシャス」、Red and Blue Mauritius "Post Office" stamps）に注目するようになり、やがてその所有者となった。この貴重な切手は確認されているものが27枚あるが、そのうち6枚を個人所有し、この切手の最大のコレクターとなった。
1971年に金井は、1ペニーの赤い切手と2ペンスの青い切手を貼付してボルドーの宛先に郵送された「ボルドー・カバー」（ボルドー・レターとも）と呼ばれるカバー (Philatelic cover) を、1億2000万円で購入した。1988年、金井はボルドー・カバーを売却し:13、残る金井のモーリシャス切手コレクションは1993年、デヴィッド・フェルトマン(David Feldman)によってチューリヒでのオークションにかけられた。モーリシャスの古い切手183ページからなるこの「金井コレクション」は、ギネスワールドレコーズに「最も高価な切手コレクション」として認定されている。
日本切手では、手彫切手の質・量ともに最高水準のコレクションを持ち、2003年の国際切手展〈BANGKOK2003〉でグランプリを受賞した。コレクションは三回忌の2014年に『金井宏之コレクション 日本手彫切手』全3巻の豪華本として出版され、当時で時価100億円は下らないと言われた。
この手彫切手コレクションの一部は、切手文化博物館の特別展示で公開されることがある。
金井は多くの郵趣家の賞を受賞し、晩年は財団法人郵趣文化センター（2007年、切手文化博物館に改称）理事長、有馬切手文化博物館（神戸市）館長を務めた。

## 栄誉
- 藍綬褒章
- Lichtenstein award - 1991年[13]
- Roll of Distinguished Philatelists - 1993年[3]

## 著作
- 『モーリシャスの切手:1847–59』外国切手研究会、1976年
- 『方寸の魅力』創元社、1980年
- Classic Mauritius: The Locally Printed Postage Stamps. Stanley Gibbons, London, 1981. ISBN 0852592515
- 『方寸一途』郵趣文化センター、1991年